# Richard Jensen
Richard Olav Jensen (Porvoo, 17 marzo 1996) è un calciatore finlandese, difensore del Paniōnios.

## Carriera

### Nazionale
Il 7 giugno 2022 esordisce in nazionale maggiore nel successo per 2-0 in Nations League contro il Montenegro.

## Statistiche

### Presenze e reti nei club
Statistiche aggiornate al 19 maggio 2024.
| Stagione             | Squadra              | Campionato           | Campionato | Campionato | Coppe nazionali | Coppe nazionali | Coppe nazionali | Coppe continentali | Coppe continentali | Coppe continentali | Altre coppe | Altre coppe | Altre coppe | Totale | Totale |
| Stagione             | Squadra              | Comp                 | Pres       | Reti       | Comp            | Pres            | Reti            | Comp               | Pres               | Reti               | Comp        | Pres        | Reti        | Pres   | Reti   |
| -------------------- | -------------------- | -------------------- | ---------- | ---------- | --------------- | --------------- | --------------- | ------------------ | ------------------ | ------------------ | ----------- | ----------- | ----------- | ------ | ------ |
| 2016-2017            | Jong Twente          | TD                   | 23         | 0          |                 | -               | -               |                    | -                  | -                  |             | -           | -           | 23     | 0      |
| 2017-2018            | Jong Twente          | DD                   | 5          | 0          |                 | -               | -               |                    | -                  | -                  |             | -           | -           | 5      | 0      |
| Totale Jong Twente   | Totale Jong Twente   | Totale Jong Twente   | 28         | 0          |                 | -               | -               |                    | -                  | -                  |             | -           | -           | 28     | 0      |
| 2017-2018            | Twente               | E                    | 10         | 0          | CO              | 2               | 0               |                    | -                  | -                  |             | -           | -           | 12     | 0      |
| 2018-2019            | Roda JC              | ED                   | 19         | 1          | CO              | 3               | 0               |                    | -                  | -                  |             | -           | -           | 22     | 1      |
| 2019-2020            | Roda JC              | ED                   | 8          | 2          | CO              | 0               | 0               |                    | -                  | -                  |             | -           | -           | 8      | 2      |
| 2020-2021            | Roda JC              | ED                   | 23+2       | 2+0        | CO              | 0               | 0               |                    | -                  | -                  |             | -           | -           | 25     | 2      |
| 2021-2022            | Roda JC              | ED                   | 32+1       | 2+0        | CO              | 1               | 0               |                    | -                  | -                  |             | -           | -           | 34     | 2      |
| Totale Roda JC       | Totale Roda JC       | Totale Roda JC       | 82+3       | 7+0        |                 | 6               | 0               |                    | -                  | -                  |             | -           | -           | 91     | 7      |
| 2022-2023            | Górnik Zabrze        | E                    | 29         | 1          | CP              | 2               | 0               |                    | -                  | -                  |             | -           | -           | 31     | 1      |
| lugl.-ago. 2023      | Górnik Zabrze        | E                    | 5          | 0          | CP              | 0               | 0               |                    | -                  | -                  |             | -           | -           | 5      | 0      |
| Totale Górnik Zabrze | Totale Górnik Zabrze | Totale Górnik Zabrze | 34         | 1          |                 | 2               | 0               |                    | -                  | -                  |             | -           | -           | 36     | 1      |
| ago. 2023-2024       | Aberdeen             | SP                   | 28         | 0          | CS+CdL          | 1+3             | 0               | UEL+UECL           | 1+6                | 0                  |             | -           | -           | 39     | 0      |
| Totale carriera      | Totale carriera      | Totale carriera      | 185        | 8          |                 | 12              | 0               |                    | 7                  | 0                  |             | -           | -           | 204    | 8      |

### Cronologia presenze e reti in nazionale
| Cronologia completa delle presenze e delle reti in nazionale ― Finlandia | Cronologia completa delle presenze e delle reti in nazionale ― Finlandia | Cronologia completa delle presenze e delle reti in nazionale ― Finlandia | Cronologia completa delle presenze e delle reti in nazionale ― Finlandia | Cronologia completa delle presenze e delle reti in nazionale ― Finlandia | Cronologia completa delle presenze e delle reti in nazionale ― Finlandia | Cronologia completa delle presenze e delle reti in nazionale ― Finlandia | Cronologia completa delle presenze e delle reti in nazionale ― Finlandia |
| Data                                                                     | Città                                                                    | In casa                                                                  | Risultato                                                                | Ospiti                                                                   | Competizione                                                             | Reti                                                                     | Note                                                                     |
| ------------------------------------------------------------------------ | ------------------------------------------------------------------------ | ------------------------------------------------------------------------ | ------------------------------------------------------------------------ | ------------------------------------------------------------------------ | ------------------------------------------------------------------------ | ------------------------------------------------------------------------ | ------------------------------------------------------------------------ |
| 7-6-2022                                                                 | Helsinki                                                                 | Finlandia                                                                | 2 – 0                                                                    | Montenegro                                                               | UEFA Nations League 2022-2023                                            | -                                                                        | 86’                                                                      |
| 11-6-2022                                                                | Bucarest                                                                 | Romania                                                                  | 1 – 0                                                                    | Finlandia                                                                | UEFA Nations League 2022-2023                                            | -                                                                        | 15’                                                                      |
| 14-6-2022                                                                | Zenica                                                                   | Bosnia ed Erzegovina                                                     | 3 – 2                                                                    | Finlandia                                                                | UEFA Nations League 2022-2023                                            | -                                                                        |                                                                          |
| 23-9-2022                                                                | Helsinki                                                                 | Finlandia                                                                | 1 – 1                                                                    | Romania                                                                  | UEFA Nations League 2022-2023                                            | -                                                                        |                                                                          |
| 26-9-2022                                                                | Podgorica                                                                | Montenegro                                                               | 0 – 2                                                                    | Finlandia                                                                | UEFA Nations League 2022-2023                                            | -                                                                        |                                                                          |
| 9-1-2023                                                                 | Faro                                                                     | Svezia                                                                   | 2 – 0                                                                    | Finlandia                                                                | Amichevole                                                               | -                                                                        | Cap.                                                                     |
| 23-3-2023                                                                | Copenaghen                                                               | Danimarca                                                                | 3 – 1                                                                    | Finlandia                                                                | Qual. Euro 2024                                                          | -                                                                        | 74’                                                                      |
| 26-3-2023                                                                | Belfast                                                                  | Irlanda del Nord                                                         | 0 – 1                                                                    | Finlandia                                                                | Qual. Euro 2024                                                          | -                                                                        | 52’                                                                      |
| 16-6-2023                                                                | Helsinki                                                                 | Finlandia                                                                | 2 – 0                                                                    | Slovenia                                                                 | Qual. Euro 2024                                                          | -                                                                        | 65’                                                                      |
| 7-9-2023                                                                 | Astana                                                                   | Kazakistan                                                               | 0 – 1                                                                    | Finlandia                                                                | Qual. Euro 2024                                                          | -                                                                        |                                                                          |
| 17-10-2023                                                               | Helsinki                                                                 | Finlandia                                                                | 1 – 2                                                                    | Kazakistan                                                               | Qual. Euro 2024                                                          | -                                                                        | 88’                                                                      |
| 20-11-2023                                                               | Serravalle                                                               | San Marino                                                               | 1 – 2                                                                    | Finlandia                                                                | Qual. Euro 2024                                                          | -                                                                        | 90+5’                                                                    |
| 26-3-2024                                                                | Helsinki                                                                 | Finlandia                                                                | 2 – 1                                                                    | Estonia                                                                  | Amichevole                                                               | -                                                                        |                                                                          |
| 4-6-2024                                                                 | Lisbona                                                                  | Portogallo                                                               | 4 – 2                                                                    | Finlandia                                                                | Amichevole                                                               | -                                                                        |                                                                          |
| Totale                                                                   |                                                                          | Presenze                                                                 | 14                                                                       |                                                                          | Reti                                                                     | 0                                                                        |                                                                          |